# Liga a IV-a Mehedinți
Liga a IV-a Mehedinți este principala competiție fotbalistică din județul Mehedinți, organizată de Asociația Județeană de Fotbal (AJF) Mehedinți, situată în al patrulea eșalon al sistemului de ligi al fotbalului românesc.
Competiția este disputată de un număr variabil de echipe, în funcție de numărul echipelor retrogradate din Liga a III-a, al celor promovate din Liga a V-a Mehedinți, precum și al echipelor care se retrag sau se înscriu în competiție. Campioana poate sau nu să promoveze în Liga a III-a, în funcție de rezultatul barajului de promovare disputat împotriva campioanei dintr-o serie județeană vecină.

## Istoric
În 1968, în urma noii reorganizări administrative și teritoriale a țării, fiecare județ a înființat propriul campionat de fotbal, integrând echipele din fostele campionate regionale, precum și echipele care evoluau anterior în competițiile orășenești și raionale. Proaspăt înființatul Campionat Județean Mehedinți a fost pus sub autoritatea nou-înființatului Consiliu Județean pentru Educație Fizică și Sport (CJEFS) Mehedinți.
De atunci, structura și organizarea Ligii a IV-a Mehedinți, la fel ca în cazul multor alte campionate județene, au suferit numeroase schimbări. Între 1968 și 1992, principala competiție județeană a fost cunoscută sub numele de Campionatul Județean. Între 1992 și 1997, a fost redenumită Divizia C – Faza Județeană, apoi Divizia D, începând cu anul 1997, iar din 2006 este cunoscută ca Liga a IV-a.

## Lista campioanelor
| Ed.                  | Sezon                | Campioană                         |
| Campionatul Județean | Campionatul Județean | Campionatul Județean              |
| -------------------- | -------------------- | --------------------------------- |
| 1                    | 1968–69              | Unirea Orșova                     |
| 2                    | 1969–70              | Victoria Vânju Mare               |
| 3                    | 1970–71              | Progresul Strehaia                |
| 4                    | 1971–72              | Cutezătorii Orșova                |
| 5                    | 1972–73              | CIL Drobeta-Turnu Severin         |
| 6                    | 1973–74              | Dinamo Orșova                     |
| 7                    | 1974–75              | Drubeta TCI Drobeta-Turnu Severin |
| 8                    | 1975–76              | Mecanizatorul Șimian              |
| 9                    | 1976–77              | Mecanizatorul Șimian              |
| 10                   | 1977–78              | Gloria Drobeta-Turnu Severin      |
| 11                   | 1978–79              | Unirea Drobeta-Turnu Severin      |
| 12                   | 1979–80              | Mecanizatorul Șimian              |
| 13                   | 1980–81              | Unirea Livezile                   |
| 14                   | 1981–82              | Armătura Strehaia                 |
| 15                   | 1982–83              | Azbestul Dubova                   |
| 16                   | 1983–84              | Victoria Vânju Mare               |
| 17                   | 1984–85              | Victoria Vânju Mare               |
| 18                   | 1985–86              | Înainte Foresta Vânju Mare        |
| 19                   | 1986–87              | Celuloza Drobeta-Turnu Severin    |
| 20                   | 1987–88              | Armătura Strehaia                 |
| 21                   | 1988–89              | CSM Drobeta-Turnu Severin         |
| 22                   | 1989–90              | Armătura Strehaia                 |
| 23                   | 1990–91              | CSM Drobeta-Turnu Severin         |
| 24                   | 1991–92              | Termo Drobeta-Turnu Severin       |

| Ed.                        | Sezon                      | Campioană                           |
| Divizia C – Faza Județeană | Divizia C – Faza Județeană | Divizia C – Faza Județeană          |
| -------------------------- | -------------------------- | ----------------------------------- |
| 25                         | 1992–93                    | Severnav Drobeta-Turnu Severin      |
| 26                         | 1993–94                    | Severnav Drobeta-Turnu Severin      |
| 27                         | 1994–95                    | Severnav Drobeta-Turnu Severin      |
| 28                         | 1995–96                    | Termo Drobeta-Turnu Severin         |
| 29                         | 1996–97                    | Severnav Drobeta-Turnu Severin      |
| Divizia D                  |                            |                                     |
| 30                         | 1997–98                    | Dierna Orșova                       |
| 31                         | 1998–99                    | Severnav Drobeta-Turnu Severin      |
| 32                         | 1999–00                    | Dierna Orșova                       |
| 33                         | 2000–01                    | Constructorul Drobeta-Turnu Severin |
| 34                         | 2001–02                    | Real Vânju Mare                     |
| 35                         | 2002–03                    | Minerul Mehedinți Valea Copcii      |
| 36                         | 2003–04                    | Auxerre Orșova                      |
| 37                         | 2004–05                    | Agromec Șimian                      |
| 38                         | 2005–06                    | Unirea Vânători                     |
| Liga a IV-a                |                            |                                     |
| 39                         | 2006–07                    | Pandurii Cerneți                    |
| 40                         | 2007–08                    | Victoria Devesel                    |
| 41                         | 2008–09                    | Agromec Șimian                      |
| 42                         | 2009–10                    | Termo Drobeta-Turnu Severin         |
| 43                         | 2010–11                    | Dunărea Pristol                     |
| 44                         | 2011–12                    | Pandurii Cerneți                    |
| 45                         | 2012–13                    | Recolta Dănceu                      |
| 46                         | 2013–14                    | Minerul Mehedinți Valea Copcii      |

| Ed. | Sezon   | Campioană        |
| --- | ------- | ---------------- |
| 47  | 2014–15 | Pandurii Cerneți |
| 48  | 2015–16 | Pandurii Cerneți |
| 49  | 2016–17 | CS Strehaia      |
| 50  | 2017–18 | Viitorul Șimian  |
| 51  | 2018–19 | CS Strehaia      |
| 52  | 2019–20 | Recolta Dănceu   |
| 53  | 2020–21 | Viitorul Șimian  |
| 54  | 2021–22 | Recolta Dănceu   |
| 55  | 2022–23 | Recolta Dănceu   |
| 56  | 2023–24 | Viitorul Severin |
| 57  | 2024–25 | Viitorul Severin |